# 維斯廷山
86°27′S 165°26′W / 86.450°S 165.433°W
維斯廷山是南極洲的山峰，位於阿蒙森海岸，屬於毛德王后山脈的一部分，海拔高度2,580米，1911年11月由挪威探險家羅爾德·阿蒙森率領的探險隊發現。